# سیارک ۱۲۵۷۵
سیارک ۱۲۵۷۵ (به انگلیسی: 12575 Palmaria، نامگذاری:1999RH1) دوازده هزار و پانصد و هفتاد و پنجمین سیارک کشف شده‌است که در ۴ سپتامبر ۱۹۹۹ کشف شد.
قدر مطلق سیارک برابر ۱۴٫۶۰ است.